# Saunter
Saunter è un singolo della musicista venezuelana Arca, pubblicato il 24 marzo 2017 come quarto estratto dal terzo album in studio Arca.
Il singolo è stato pubblicato, oltre che in formato digitale, anche in vinile 12'' insieme a Reverie.

## Descrizione
La canzone è prevalentemente strumentale e presenta l'uso di sintetizzatori e strumenti elettronici. Solo alla fine del brano compare la voce di Arca, che con urla gutturali implora: «Quítame la piel de ayer» ("Toglimi la pelle di ieri").

## Tracce
Testi e musiche di Alejandra Ghersi.
1. Reverie – 3:12
2. Saunter – 2:09

## Formazione
Crediti tratti dall'edizione streaming dell'album.
- Alejandra Ghersi – performer associata, missaggio, produttrice, autrice del testo e della musica;
- Matt Colton – ingegnere del suono.